# Alberto Soresina
Alberto Soresina (Milano, 10 maggio 1911 – Arese, 2007) è stato un compositore e musicologo italiano.

## Biografia
Ha studiato al Conservatorio Giuseppe Verdi di Milano e all'Accademia Chigiana di Siena. Ha insegnato canto al Conservatorio Giuseppe Verdi di Torino (1959-1962), e successivamente composizione presso il milanese Conservatorio Giuseppe Verdi.
Uno dei suoi maestri è stato Vito Frazzi e fra i suoi allievi si ricordano Luca Casagrande, Ruben Domunguez, Mario Duella, Franca Fabbri, Enrico Fissore, Andrea Forte, Stefano Secco e Fausto Tenzi.
Ha composto diverse opere per pianoforte, corali e di musica da camera.

## Opere
- Lanterna rossa (1942)
- Cuor di cristallo (1942)
- L'amuleto (1954)
- Tre sogni per Marina (1967)